# Gonocalyx tetrapterus
Gonocalyx tetrapterus là một loài thực vật có hoa trong họ Thạch nam. Loài này được Alain mô tả khoa học đầu tiên năm 1971.